# عزرا جاك كيتس
عزرا جاك كيتس (بالإنجليزية: Ezra Jack Keats)‏ هو كاتب وكاتب للأطفال أمريكي، ولد في 11 مارس 1916 في بروكلين في الولايات المتحدة، وتوفي في 6 مايو 1983.